# Agustí Asensio i Saurí
Agustí Asensio i Saurí (Cardedeu, 25 d'abril de 1949 - Barcelona 1 d'agost de 1994) fou un dibuixant il·lustrador català de llibres per a infants de formació autodidàctica.

## Biografia
Els seus pares foren els masovers de la torre modernista Can Cortés de Cardedeu. De ben jove va prendre la decisió de ser dibuixant i amb 16 anys s'incorporà a treballar als Estudios Macián de Barcelona com a intercalador per a la pel·lícula de dibuixos animats El mago de los sueños. Posteriorment, va col·laborar en revistes com Matarratos, El DDT, Mortadel·lo i Filemó, per a les quals creà personatges com Nicasio, pintor moderno, 1968, La traviesa Filo y su genio Cirilo, 1970, i també acudits. En aquesta època signava amb el pseudònim "Asen". L'any 1972, juntament amb l'escriptora Mercè Company, s'establiren a la Vila de Gràcia (Barcelona) on hi van viure i van muntar el seu estudi. Foren definits com a tàndem creatiu, la seva obra també està publicada, a més de català, castellà, gallec i euskera, en italià, japonès, alemany, neerlandès, anglès, danès, flamenc, islandès, portuguès, grec, finès, corà, turc, mongol, i castellà d'Orlando (Florida). L'editorial per a qui va treballar ininterrompudament des de 1981 a 1994, fou Gakken, de Tokyo. Va ser membre de l'Associació d'il·lustradors de Catalunya. L'1 d'agost de 1994 morí atropellat per un cotxe a prop de casa seva, a Barcelona.

## Obra
La seva obra comprèn 105 títols entre àlbums i llibres il·lustrats, al marge de traduccions i reedicions, i s'han traduït en quasi 27 idiomes, entre els quals hi ha el xinès, el japonès i el mongol. De llibres de text n'il·lustra 38, i publicà una vintena de col·laboracions en revistes gràfiques amb acudits, pàgina de personatge i tires de còmic, i a Cavall Fort i Tretzevents, dels quals la crítica en destaca: En Gil i el paraigua màgic, La Nana Bunilda menja Malsons, Fa olor de primavera, Àngela Ratuca, missatgera exprés i Les dents del lleó.

## Adaptacions de la seva obra
1989 per a TVE,  sèrie de 13 episodis. Los cuentos de Nana Bunilda. Direcció Tom Sabin. Guions de Mercè Company i Balti Roda Brossa. Estrena a TVE1 el 7 d'octubre, 1991. Els contes es van publicar a Edicions Toray amb el mateix nom. Emesa a TV2 St Cugat, setembre de 1992. El 2009, Cantata a partir d'Els contes de la Nana Bunilda. Adaptació de Mercè Company. Isabel Fernàndez, composició musical i direcció. Escola de música de Montornès del Vallès. Al 2012, Teatre. La Nana Bunilda menja malsons. Dramatúrgia de Mercè Company. Estrena al Festival del Grec. Cia. Charly Trama. Direcció Nona Asensio.

## Premis i reconeixements
| 1983 i 1986. | Premi Crítica Serra d'Or per En Gil i el paraigua màgic i La Nana Bunilda menja malsons.                                                                     |
| 1983.        | Distinció del Ministerio de Cultura a les il·lustracions per Missió especial Hipotenusa (col·lecció Dos+Una).                                                |
| 1983.        | Seleccionat per a l'exposició Critici di Erba de la Feria Internacional del Libro Infantil en Bolonia, amb les il·lustracions de Missió especial Hipotenusa. |
| 1986.        | Llista d'Honor (CCEI) per La Nana Bunilda menja malsons. |
| 1986.        | Selecció Mirlos Blancos de la Biblioteca de Múnic per La Nana Bunilda menja malsons.                                                                         |
| 1988.        | Premi d'Il·lustració de la Generalitat de Catalunya per Àngela Ratuca, missatgera exprés.                                                                    |
| 1990.        | Selecció Mirlos Blancos de la Biblioteca de Múnic per Fa olor de primavera.                                                                                  |
| 1991.        | Segon Premi Nacional del Ministerio de Cultura d'il·lustració per L'escombra de la bruixa (col·lecció La Nana Bunilda).                                      |
| 1994.        | Finalista Premio Ministerio de Cultura d'Il·lustració per Les dents del lleó.                                                                                |
| 1994.        | Participació en l'exposició col·lectiva d'il·lustradors d'Europa en el Museu Pompidu.                                                                        |
| 1994.        | Inclusió de tres obres en el fons permanent a l'Otani Memorial, Japó.                                                                                        |

## Exposicions i homenatges
El 1995, exposició de l'obra a la Casa Golferichs de Barcelona. El 1996, a la Sala Lloveres d'Arenys de Mar. El 2015 té lloc la primera exposició d'una mostra de l'obra al seu poble natal, coincidint amb la representació de l'espectacle teatral La Nana Bunilda menja Malsons. L'exposició està formada per 25 quadres. El 2019, amb motiu del 25è aniversari de la seva mort, l'Ajuntament de Cardedeu i l'Associació de Veïns de can Serra, programen un Memorial Homenatge amb la inauguració d'una placa commemorativa el 4 de juliol de 2021, i una exposició de tota la seva obra, pel dia 6 de maig del 2022, al Museu Tomàs Balvey de la mateixa localitat.